# 島田信廣
島田 信廣（しまだ のぶひろ、1950年1月28日 - 2007年10月18日）は、日本の元オートレース選手。長野県出身。11期、元船橋オートレース場所属。2002年10月16日の船橋オートレース場で開催されたGIオート発祥53周年船橋オート祭第10レースをもって引退した。弟子は浜松所属の仲口武志（24期、2016年3月まで船橋所属）。

## 選手データ
- 戦歴
  - 通算優勝:141回（SG14回・GI19回・GII14回・一般戦94回）
  - 全国区レース優勝回数:17回（SG14回・全国地区対抗戦:3回）
  - グレードレース（SG,GI,GII）優勝回数:47回（史上第2位）
  - SG優勝:14回（史上第4位）
  - GI優勝:19回
  - GII優勝:14回（片平巧とともに史上第3位タイ）
  - 生涯獲得賞金:16億1381万8292円
  - 年間最多優勝選手:6回
  - 連続優勝記録:7回（史上最長）
  - 年間最多勝利選手:2回
  - 通算勝利数:1292勝
- 受賞歴
  - オートレース選手表彰
    - 最優秀選手賞:6回（史上第2位、うち1回は片平巧と同時受賞）
    - 優秀選手賞:2回

  - オートレース年間三賞（日刊スポーツ新聞社制定）
    - 殊勲賞:6回（高橋貢とともに史上最多タイ、うち1990年から1994年まで5年連続受賞）
    - 技能賞:1回
    - 特別賞:1回

## 略歴
- 1985年
  - 12月4日、第11回グランドチャンピオン決定戦（川口オートレース場）優勝。当時の呼名は「オールズ」。競走タイムは3.415。
- 1986年
  - 12月25日、開設36周年記念オート祭（船橋オートレース場）優勝。呼名は「オールズ」。競走タイムは3.389。
  - 小林啓二（8期、山陽オートレース場所属）と共に年間最多優勝（優勝10回、優出28回）を達成。
  - 同年のオートレース表彰選手において、特別賞受賞。
- 1987年
  - 自身初となる船橋A1（前・後期）となる。
- 1988年5月8日
  - 開場32周年記念ゴールデンレース（浜松オートレース場）優勝。呼名は「ウォーズ」。競走タイムは3.461。
- 1989年
  - 10月26日、開設39周年オート祭（船橋オートレース場）優勝。呼名は「ウォリアーズ」。競走タイムは3.404。
  - 第1回全国地区対抗戦（飯塚オートレース場）のA級王座決定戦で優勝。
  - 同年のオートレース表彰選手において、最優秀選手賞・最多勝利選手賞・最多勝率選手賞を受賞。
- 1990年
  - 1月30日、第4回スーパースター王座決定戦（川口オートレース場）でSG初優勝。
  - 2月12日、第3回全日本選抜オートレース（伊勢崎オートレース場）優勝。
  - 同年のオートレース表彰選手において、最優秀選手賞・最多優勝選手賞を受賞。
- 1991年
  - 1月27日、第5回スーパースター王座決定戦（伊勢崎オートレース場）で優勝。
  - 2月14日、第4回全日本選抜オートレース（船橋オートレース場）も優勝。SG連覇は飯塚将光（9期、船橋）以来2人目の快挙であり、スーパースター王座決定戦、全日本選抜オートレースでは初。
  - 同年のオートレース表彰選手において、最優秀選手賞・最多優勝選手賞・最多勝率選手賞を受賞。
- 1992年
  - 3月4日、第6回スーパースター王座決定戦優勝。
  - 11月5日、第24回日本選手権オートレース（船橋オートレース場）で秋田敬吾、進藤敏彦、飯塚将光、片平巧に続き5人目となる完全優勝を飾る。
  - 同年のオートレース表彰選手において、優秀選手賞を受賞。
- 1993年
  - 2月1日、第7回スーパースター王座決定戦（川口オートレース場）優勝。
  - 2月11日、第6回全日本選抜オートレース（浜松オートレース場）優勝。
  - 同年のオートレース表彰選手において、最優秀選手賞・特別賞を受賞。
- 1994年
  - 2月15日第7回全日本選抜オートレース（飯塚オートレース場）優勝。
  - 3月9日、第8回スーパースター王座決定戦（川口オートレース場）優勝。
  - 4月29日、第13回オールスターオートレース（船橋オートレース場） 1着入線ながら失格となった田代祐一（15期、伊勢崎オートレース場所属）に替わり繰上げで優勝。史上初となるSG4冠（グランドスラム）を達成。
  - 10月13日、開設44周年記念オート祭（船橋オートレース場）優勝。
  - 同年のオートレース表彰選手において、優秀選手賞・特別賞を受賞。
- 1995年7月28日
  - GI第18回黒潮杯争奪戦優勝。
- 1996年
  - 2月4日、飯塚将光、小林啓二に次ぎ3人目となる通算100Vを達成。
  - 6月10日、秋田敬吾（5期、引退）、飯塚将光（9期、引退）、広瀬登喜夫（期前、引退）、阿部光雄（6期、川口オートレース場所属）、吉田光（3期、引退）、桝崎正（7期、引退）、小林啓二、二田水潤太郎（3期、引退）に次いで9人目となる通算1000勝を突破。
  - 11月6日、SG第28回日本選手権オートレースで、史上初となる2度目の完全優勝。
  - 12月18日、開設46周年記念GIオート祭（船橋オートレース場）優勝。
  - 12月26日、GI第31回スピード王決定戦（山陽オートレース場）優勝。
  - 同年のオートレース表彰選手において、後輩である片平巧（19期、船橋オートレース場所属）と共に最優秀選手賞をダブル受賞。
- 1997年
  - 3月23日、SG第10回全日本選抜オートレース（船橋オートレース場）優勝。
  - 12月10日、GI第32回スピード王決定戦（山陽オートレース場）優勝。
- 1999年
  - 2月15日、SG第12回全日本選抜オートレース（浜松オートレース場）優勝。SG優勝最年長記録。
  - 3月17日、GI第33回スピード王決定戦（山陽オートレース場）優勝。
  - 7月8日、G1第23回キューポラ杯争奪戦（川口オートレース場）優勝。
  - 同年のオートレース表彰選手において、最優秀選手賞受賞。
- 2002年
  - 10月16日、この日の第10レースをもって引退。最終戦は2着（1着は浦田信輔）。
- 2007年
  - 10月18日午前10時35分、食道癌のため千葉県成田市内の病院で死去。57歳没。

## 遅咲きの鉄人
島田信廣は「鉄人」と謳われ、1990年代に輝かしい戦績を残した名選手である。
かつては社会人として普通に働いていたが、1973年にオートレース選手としてデビューした。配属となった船橋オートレース場は当時、島田と同い年でありながら先にデビューを果たしていた「ミスター・オート」飯塚将光の独擅場が長らく続いていた。このスーパースターの影に隠れ、島田がトップに君臨するには長い時間を要した。しかし、主力の1級2気筒車がトライアンフからフジへ変わっていった頃、フジに乗り換えた島田は一気に全国区に登り詰めることとなる。
初めてSGを制覇したのは、1990年のスーパースター王座決定戦だった。その時既に39歳で、中堅からベテランへと移っていく年齢であった。しかしその後、島田は前人未到の同一SG5連覇を果たしたのである。飯塚将光が樹立した日本選手権オートレースV6という記録は連覇ではなく、第9、10、15、18、19、21回と間を置いての記録であり、島田が打ち立てたこの記録は未だに破られていない。他にも、全日本選抜オートレース6回、日本選手権オートレース2回、オールスターオートレースを1回優勝した。1994年に優勝したオールスターオートレースでは、1着入線の田代祐一が審議対象となって20分にも及ぶ審議の結果失格となり、繰り上がって島田が優勝した大会だったが、この優勝によって、初のSGグランドスラム（当時4SG）を達成した。
整備の鬼としても有名であったが、トライアンフ全盛期の頃は「自分の整備が疎かだった」と述懐している。また、トライアンフやメグロ二気筒の頃は意外にも雨走路を苦手としていた。ところが、1987年の第1回スーパースター王座決定戦がきっかけで島田は猛烈な成長を遂げることとなる。

当時のスーパースター王座決定戦は最終日の一発勝負だったため、王座決定戦出場選手は4日間練習走行のみを行うこととなっていた。その4日間は連日晴れで、島田はかなりの好調を誇っていた。

しかし、最終日はなんと雨。それも、試走が終わるか終わらないかというところで降り出したのだ。当時まだ雨が巧くなかった島田は、晴タイヤを着けていたこともあって惨敗。優勝したのは飯塚の桝崎正で、ただ一人雨タイヤを履いて出走していた。

この敗北に島田は「4日間一体何をやってたんだ！」と大いに嘆いた。そして、奮起した島田は同期で親友でもある釜本憲司（川口オートレース場所属）に雨での走り方を習ったのである。これがきっかけとなり、島田は晴雨関係なく強い選手へと進化を遂げたのだ。

また、多くのベテラン選手がセアの移行に際して苦しむ中、島田はいとも簡単にセアに順応した乗り方になっていた。無論実際はそんなに簡単な話ではなく、セア移行直後の第25回日本選手権に照準を合わせてフォームの改良を行い、相当な練習を行っていたのである。多くのベテランレーサーがセアへの乗り換えで苦戦を強いられた中、セアに乗り換わってからも変わらぬ強さを維持し続けた島田は稀有な選手であると言えた。そして、こうした弛まぬ努力は、島田を若手選手達にとっての巨大な障壁へと進化させていったのである。
選手生活自体は29年間と平均的な選手よりもやや短いくらいだったが、全盛期と言うべき時期が40歳代直前から10数年に亘るという、オートレース界のみならず、公営競技界全体としても非常に珍しい遅咲きの選手であった。そこから「鉄人」という異名で呼ばれることとなった。

## 明るい鉄人
島田は90年代の選手の中では最もファンサービスに力を注いだ選手でもあった。「選手はファンを大切にしろ」と後輩選手に常日頃から説いていた島田の、ファンサービスに関する功績としては、ウイニング・ランを定着させたことが挙げられる。

当時、ウイニング・ランは記念・特別クラスの開催で稀に行われる程度だった。行われたとしても、選手がヘルメットを脱がずに行うこともままあったのだが、島田は積極的にウイニング・ランを行っていた。
インタビューなどでも島田のファンサービス精神は旺盛であった。寡黙な選手が多い中、笑顔を絶やさず、リップサービスも忘れなかった。特に、1999年に川口で開催された第31回日本選手権の優出選手公開インタビューでは、大外の8枠に置かれたことに関して、「明日は大外なんで、広木君にスタートを教わっていきます！」と発言した。
※ちなみに広木幸生はスタートを苦手としていた。

## 鉄人の真骨頂
島田はベテランの域に入ってからSGを奪取し続けた。その戦績は、スーパースター王座決定戦5連覇、全日本選抜6度の優勝と、冬場に滅法強く「冬将軍」と呼ばれた。寒い季節のエンジン調整と冷えた走路に合わせたコース取りは、島田の最も得意とするところであった。
1999年2月、齢50に間もなく手が届くという歳を迎えた島田は第12回全日本選抜（浜松）に参戦する。新進気鋭の23期、24期が猛威を振るうなか、得意の冬走路で見事優出を果たした。

優勝戦はその若手たちを前に置き、10mハンデの内に片平巧、外に島田信廣という布陣となった。超ベテランながらも最重ハンデ大外の位置に着いた島田は、スタートで片平巧に先んじると好調な若手勢を難なく捌き、僅か3周目で首位に立つ。そして、猛追を見せた片平巧との一騎討ちとなるも2車身差を保ち影を踏ませず、貫禄の優勝を飾った。

その時点で12回目を迎えていた全日本選抜のうち6回を制覇するという偉業を果たすと共に、49歳1ヶ月でのSG制覇という、史上最年長記録を更新した。

## 堕ちた鉄人
しかし、島田は思いもよらぬ形で晩節を汚すこととなる。
2001年から2002年にかけて、島田は選手会船橋支部内でのトラブルが原因で暫く現場から遠のくこととなった。その理由は今もって明らかにはされていない。その結果、様々な憶測が飛び交う要因ともなった。
復帰後、島田は「持病の腰痛が悪化してしばらくレースから遠ざかった」と語ったが、それが偽りであることは誰の目にも明らかであった。復帰はしたものの、その走りは目に見えて衰えを感じさせるほどに精彩を欠き、やがて引退を決意するに至った。
引退レースとなった2002年10月16日のＧIオート発祥53周年船橋オート祭（船橋オートレース場）最終日、優勝戦進出を果たせなかった島田は一つ前の特別選抜戦に出走し、浦田信輔に大差をつけられての2着に終わった。そして第10レースと第11レースの合間に、ウイニング・ランとはならなかったものの、場内をゆっくり2周し、集まったファンに笑顔で応え、オートレースから去った。

## 鉄人が去りし後
オートレース界は、長引く売上不振を打開すべく「構造改革」を断行した。これにより、島田信廣が引退した翌年度から賞金総額が2割削減されるに至った。更に内部改革を実施し、新ランキング制度、レース総数の削減と場外発売展開、オートレースは新たな時代へと確実に変化していった。
21世紀に入ってからはレース形態にも大きな変化が生じた。後続車が先行者を徐々に抜いていくというオートレース特有のレース模様が、スタート力が重視されるスピードレースへと変貌していったのだ。

島田が栄華を極めた時代から、新たな時代への移り変わりであった。そして、この変化の波にのまれるかのように、期前から10期以下のベテランレーサーが多くが黒潮を去っていった。特に2003年には船橋所属のベテランレーサーがほぼ一斉に大量に引退するという事態まで起きている。
島田は引退時に「何も思い残すことはないけど、業界のこれからがちょっと心配だね。」というメッセージを残した。

## グレードレース戦歴
- SG戦歴
  - SG優勝回数:14回（史上第3位）
  - 同一SG優勝回数:6回（飯塚将光とともに最多タイ、全日本選抜）
  - 同一SG5連覇:1回（史上唯一、スーパースター王座決定戦:1990年第4回～1994年第8回）
  - SG完全優勝:2回（高橋貢とともに史上最多タイ）
  - SG3連覇:2回（島田信廣・片平巧とともに史上最多タイ、SG3連覇は史上初、片平巧・高橋貢・永井大介とともにSG連覇史上最長タイ）
  - SG優勝戦進出回数:45回（浦田信輔とともに史上第2位）
  - 49歳1ヶ月でのSG優勝（第12回全日本選抜、最年長記録）
  - 全オートレース場におけるSG制覇（史上初、達成者は高橋貢とともに史上2人のみ）

- GI戦歴
  - GI優勝回数:19回

- GII戦歴
  - GII優勝回数:14回（片平巧とともに史上第3位タイ）